# جیم گات
جیم گات (انگلیسی: Jim Gotts; ۱۷ ژانویهٔ ۱۹۱۷ – دسامبر ۱۹۹۸) بازیکن فوتبال اهل بریتانیا بود.
از باشگاه‌هایی که در آن بازی کرده‌است می‌توان به باشگاه فوتبال برایتون اند هوو آلبیون، باشگاه فوتبال برنتفورد، باشگاه فوتبال اشینگتون، و باشگاه فوتبال کولچستر یونایتد اشاره کرد.